# Burretiodendron kydiifolium
Burretiodendron kydiifolium är en malvaväxtart som beskrevs av Hsu och R. Zhuge. Burretiodendron kydiifolium ingår i släktet Burretiodendron och familjen malvaväxter. Inga underarter finns listade i Catalogue of Life.